# 東京都獣医師会
公益社団法人東京都獣医師会（こうえきしゃだんほうじんとうきょうとじゅういしかい、英称 ToKyo Veterinary Medical Association）は、東京都知事所管の東京都の獣医師を会員とする公益社団法人である。

## 沿革
- 1948年12月3日 - 東京都獣医師協会を設立。
- 1951年 - 社団法人東京都獣医師会と名称変更。
- 2012年4月1日 - 公益社団法人東京都獣医師会へと移行登記。

## 本部所在地
〒107-0062 東京都港区南青山1-1-1 新青山ビル西館23階

## 業務内容
- 獣医師会員の学術技能向上のための研修会・講習会事業等の実施
- 東京都との動物に関する連携事業
- 疾病している野鳥の保護・救護
- 都内各学校で飼われている動物の飼育指導
- 都内各市区町村との動物に関する連携事業
- 狂犬病の予防接種・予防啓発活動